# Batau-Noord (sneltramhalte)
Batau-Noord is een van de haltes van de Utrechtse sneltram en is gelegen in de stad Nieuwegein aan de kruising van de Sweelincklaan en de A.C. Verhoefweg.
Op de halte stoppen tramlijnen 20 en 21.
In februari 2005 en in de zomer van 2020 zijn enkele haltes van deze tram gerenoveerd, zo ook halte Batau-Noord.
De halte is genoemd naar de aangrenzende wijk Batau-Noord, maar ligt feitelijk in de wijk Zuilenstein. Voor een kruisingsvrije toegang met de wijk Batau-Noord is de halte voorzien van een loopbrug over de A.C. Verhoefweg.
P+R Science Park · WKZ/Máxima · UMC Utrecht · Heidelberglaan · Padualaan · De Kromme Rijn · Stadion Galgenwaard · Station Utrecht Vaartsche Rijn · CS Centrumzijde · CS Jaarbeursplein · Graadt van Roggenweg · 24 Oktoberplein-Zuid · Winkelcentrum Kanaleneiland · Vasco da Gamalaan · Kanaleneiland Zuid · P+R Westraven · Zuilenstein · Batau-Noord · Wijkersloot · Nieuwegein City · Merwestein · Fokkesteeg · Wiersdijk · Nieuwegein-Zuid
P+R Science Park · WKZ/Máxima · UMC Utrecht · Heidelberglaan · Padualaan · De Kromme Rijn · Stadion Galgenwaard · Station Utrecht Vaartsche Rijn · CS Centrumzijde · CS Jaarbeursplein · Graadt van Roggenweg · 24 Oktoberplein-Zuid · Winkelcentrum Kanaleneiland · Vasco da Gamalaan · Kanaleneiland Zuid · P+R Westraven · Zuilenstein · Batau-Noord · Wijkersloot · Nieuwegein City · St. Antonius Ziekenhuis · Doorslag · Hooghe Waerd · Clinckhoeff · Eiteren · Achterveld · Binnenstad · IJsselstein-Zuid